# Лихтенштейн на летних Олимпийских играх 2008
Лихтенштейн на летних Олимпийских играх 2008 был представлен Олимпийским комитетом Лихтенштейна. 2 спортсмена квалифицировались на Олимпиаду в Пекине. Теннисистка Штефани Фогт также квалифицировалась, но не смогла принять участие из-за травмы.

## Лёгкая атлетика
| Спортсмен    | Соревнование | Предварительный раунд | Предварительный раунд | Четвертьфиналы | Четвертьфиналы | Полуфиналы | Полуфиналы | Финал     | Финал |
| Спортсмен    | Соревнование | Результат             | Место                 | Результат      | Место          | Результат  | Место      | Результат | Место |
| ------------ | ------------ | --------------------- | --------------------- | -------------- | -------------- | ---------- | ---------- | --------- | ----- |
| Маркель Чопп | Марафон      |                       |                       |                |                |            |            | 2:35:06   | 74    |

## Стрельба
| Спортсмен        | Соревнование                  | Предварительный раунд | Предварительный раунд | Финал     | Финал     | Место |
| Спортсмен        | Соревнование                  | Результат             | Место                 | Результат | Место     | Место |
| ---------------- | ----------------------------- | --------------------- | --------------------- | --------- | --------- | ----- |
| Оливер Гейссманн | Пневматическая винтовка, 10 м | 588                   | 34                    | Не прошёл | Не прошёл | 34    |